# Podlužan
Podlužan – wieś w Chorwacji, w żupanii zagrzebskiej, w gminie Dubrava. W 2011 roku liczyła 176 mieszkańców.